# Kandergrund
Kandergrund là một đô thị ở huyện Frutigen tại bang Bern ở Thụy Sĩ. Đô thị này có diện tích 32,1 km², dân số năm 2005 là 10người.